# سافانا

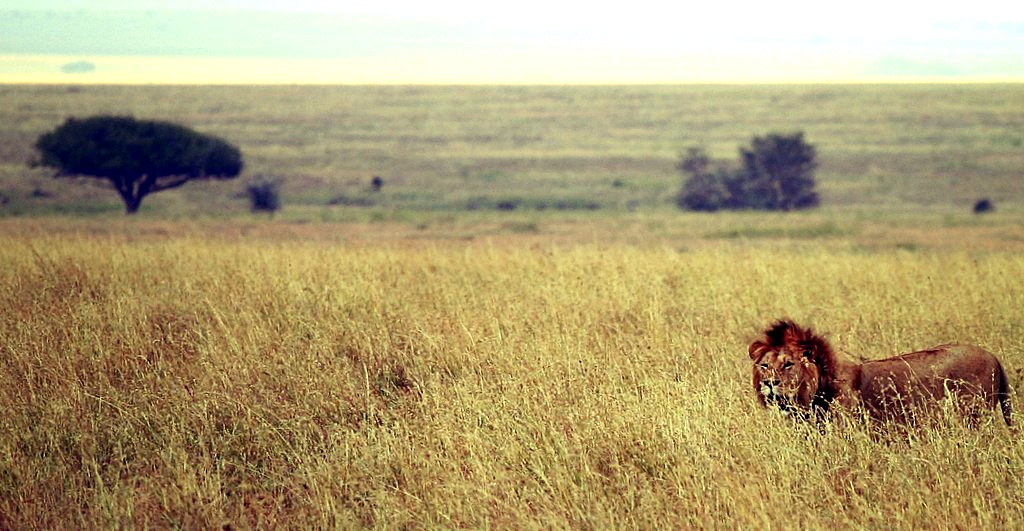
أسد في سفناء إفريقيا

السَّفْنَاء أو السهل العشبي أو السَّبْسَب أو السفانا أو السافانا هي كلمة ذات أصل إسباني (سابانا Sabana)، وتعني الحشائش والسفناء نوع من أنواع السهول الأرضية وهي تمتاز بعشبها الأصفر المائل للبني، وأشجارها قليلة، وتنتشر فيها مختلف الحيوانات، ويسود فيها المناخ المداري، وهي تقع على شمال أو جنوب خط الاستواء، ومن الدول الموجودة فيها الغابات، السودان، تشاد، النيجر، مالي، مناطق قليلة من موريتانيا، السنغال والمناطق التي حولها من غينيا وغينيا بيساو وغامبيا وبنين، ويفضل الكثير هذه المناطق للصيد والسفاري. وبسبب أن المساحة الأوسع من هذا الإقليم تقع في السودان أطلق عليه اسم الإقليم السوداني.
السفناء لا تقتصر على إفريقيا وحدها، فهي موجودة في الهند وأستراليا، وأمريكا الجنوبية، على جانبي حزام الغابات الاستوائية التي لايزيد فيها المطر عن 900 ملليمتر إلى 1500 ملليمتر في السنة. وتتميز السفناء بنباتاتها – المرتبة بين وسط نباتات (الإستبس) – بأنها تتحمل الجفاف. فإذا حل موسم انقطاع المطر، ذبلت الحشائش والنباتات، وسقطت أوراق الكثير من الأشجار، وعانت الحيوانات الجوع والعطش. أما في موسم المطر، وهو عادة أشد أوقات السنة حرارة، فتدب الحياة فجأة في كل شيء، فتغطي حشائش السفناء وتورق نباتاتها وأشجارها وتخضر من جديد، ويسهل على الحيوان الاهتداء إلى غذائه.
تمتاز السفناء بارتفاع درجة الحرارة. وتمتاز بقلة الأمطار، إلا أن سقوطها موسميّ. تتميز بارتفاع معدل كثرة سقوط الأمطار صيفًا حيث تستمر فترة الهطول خمسة أشهر بينما يكون فصل الشتاء فصلًا جافًا. والسبب في أن الغطاء النباتي ليس كثيفًا كونه يوجد في منطقة مطيرة هو أن كمية المفقود من مياه الأمطار كبير جدًا بسبب ارتفاع درجات الحرارة وبالتالي زيادة تبخر مياه الأمطار، أضف إلى ذلك ارتفاع عملية النتح.

## التوزع
وُصفت العديد من المناظر الطبيعية العشبية والمجتمعات المختلطة من الأشجار والشجيرات والأعشاب بالسافانا قبل منتصف القرن التاسع عشر، عندما ترسخ مفهوم مناخ السافانا المدارية. تأثر نظام كوبن لتصنيف المناخ بشدة بتأثيرات درجات الحرارة وهطول الأمطار على نمو الأشجار، وأدت افتراضاته فائقة البساطة إلى مفهوم التصنيف المداري للسافانا الذي أدى إلى اعتبارها «مجتمع ذروة مناخي». يتعارض المعنى الشائع لوصف الغطاء النباتي حاليًا مع المفهوم المناخي المبسط والمنتشر على نطاق واسع. من بعض أسباب هذا الاختلاف استبعاد مناطق مثل السافانا الشاسعة شمال وجنوب نهري الكونغو والأمازون من فئات السافانا المعينة.
في أجزاء مختلفة من أمريكا الشمالية، تستخدم كلمة «سافانا» بالتبادل مع «المنطقة الجرداء» و«سهوب البراري» و«الفرجة» «الأراضي العشبية» و«فتحة السنديان». حدد مؤلفون مختلفون الحدود الدنيا للغطاء الشجري للسافانا بنسبة 5-10% والحدود العليا بنسبة 25-80% من المساحة. هناك عاملان مشتركان في جميع بيئات السافانا هما اختلاف هطول الأمطار من عام لآخر، وحرائق الغابات في موسم الجفاف. في الأمريكيتين، مثلًا في دولة بليز بأمريكا الوسطى، يتشابه غطاء السافانا النباتي ما بين المكسيك وأمريكا الجنوبية ومنطقة الكاريبي. يعد التمييز بين الغابات الشجرية والسافانا صعبًا، لذلك، يمكن دمج الاثنين ضمن تجمع أحيائي (حيوم) واحد إذ تتميز كل من الغابات الشجرية والسافانا بأشجار ذات ظلات مفتوحة مع تيجان غير مترابطة عادةً (تشكل غالبًا 25-60% من الغطاء).
في العديد من المناطق المدارية الشاسعة، لا يمكن التنبؤ بالتجمعات الأحيائية السائدة (الغابات أو السافانا أو الأراضي العشبية) من خلال المناخ فقط، إذ تلعب الأحداث التاريخية دورًا رئيسيًا أيضًا، مثل نشاط الحرائق. في بعض المناطق، قد تكون هناك تجمعات أحيائية متعددة مستقرة. يتراوح هطول الأمطار السنوي من 500 ملم (19.69 بوصة) إلى 1270 ملم (50.00 بوصة) في السنة، مع معدلات هطول مرتفعة خلال ستة أو ثمانية أشهر من السنة، تليها فترة من الجفاف. قد تصنف السافانا أحيانًا على أنها غابات.
لوحظ في علم شكل الأرض المناخي أن معظم السافانا تتشكل في مناطق الترب الجيرية والجبال المعزولة. افترض أن الشق النهري ليس بارزًا ولكن الأنهار في سهول السافانا تتآكل أكثر بسبب الهجرة الجانبية. اقتُرح أن الفيضانات وما يرتبط بها من تعرية السطوح هي عمليات التعرية المهيمنة في سهول السافانا.

## التهديدات
تشير التقديرات إلى أن أقل 3% من النظم الإيكولوجية للسافانا قد تُصنف على أنها سليمة تمامًا. تتعدد أسباب تدهور السافانا كما هو موضح أدناه.

### التغييرات في تدبير الحرائق
تتعرض السافانا لحرائق الغابات بشكل منتظم، ويبدو أن هذا النظام البيئي هو نتيجة افتعال الإنسان للحرائق. مثلًا، أنشأ الأمريكيون الأصليون غابات ما قبل كولومبوس في أمريكا الشمالية عن طريق الحرق الدوري، إذ كانت النباتات المقاومة للحرائق هي الأنواع السائدة. يبدو أن الحرائق التي افتعلها السكان الأصليون كانت مسؤولة عن انتشار السافانا في أستراليا المدارية وغينيا الجديدة، بالإضافة إلى أن السافانا في الهند كانت أيضًا نتيجةً للحرائق المفتعلة. بالمثل، نشأت سافانا الأجمة المتوسطية في منطقة البحر الأبيض المتوسط واستمرت بسبب الحرائق البشرية المنشأ.
عادةً ما تؤدي عمليات الحرق المتعمّدة الخاضعة للسيطرة إلى نشوب حرائق تقتصر على الطبقة العشبية ولا تلحق ضررًا كبيرًا بالأشجار الناضجة على المدى الطويل. يحول ذلك دون نشوب حرائق الغابات الكارثية التي قد تلحق أضرارًا أكبر بكثير. مع ذلك، تسبب هذه الحرائق إما قتل أو إعاقة نمو شتلات الأشجار، فتمنع نشوء ظلة شجرية مستمرة وبذلك، تعيق نمو المزيد من الأعشاب. قبل الاستيطان الأوروبي، أثرت ممارسات السكان الأصليين في الأراضي، بما في ذلك الحرائق، على الغطاء النباتي وربما حافظت على نباتات السافانا وعدّلتها. اقترح العديد من المؤلفين أن عمليات الحرق التي افتعلها السكان الأصليون شكلت مشهدًا أكثر انفتاحًا من الناحية الهيكلية للسافانا. من المؤكد أن عمليات الحرق هذه شكلت فسيفساء من الموائل التي ربما زادت من التنوع البيولوجي وغيرت من بنية الغابات الشجرية والنطاق الجغرافي للعديد من الأنواع في الغابات الشجرية. اقترح العديد من المؤلفين أنه مع إزالة أو تغيير أنظمة الحرق التقليدية استبدلت العديد من السافانا بغيول من الغابات والشجيرات ذات طبقة عشبية ضئيلة.

### الرعي واستعراض الحيوانات
عادةً، لا يتم رعي أنواع الغابات المغلقة مثل الغابات عريضة الأوراق والغابات المطرية بسبب البنية المغلقة التي تحول دون نمو العشب، وبذلك، لا توفر فرصة كبيرة للرعي. في المقابل، تسمح البنية المفتوحة للسافانا بنمو طبقة عشبية وتستخدم عادةً لرعي الماشية المنزلية. نتيجةً لذلك، شهدت الكثير من السافانا في العالم تغيرات نتيجةً لرعي الأغنام والماعز والبقر، بدءًا من التغيرات في تكوين المراعي وصولًا إلى زحف النباتات الخشبية.

### إزالة الأشجار
أُزيلت مساحات شاسعة من أشجار السافانا الأسترالية والأمريكية الجنوبية، وما تزال عمليات الإزالة مستمرة حتى اليوم. مثلًا، حتى وقت قريب، كان يُزال نحو 480,000 هكتار من السافانا سنويًا في أستراليا وحدها، وذلك لتحسين الرعي في المقام الأول. أزيلت مساحات كبيرة من السافانا من الأغطية النباتية الخشبية، ومعظم المنطقة الباقية حاليًا هي غطاء نباتي أعيق نموه إما عن طريق الإزالة أو التخفيف في مرحلة ما في الماضي.

### تغير المناخ
قد يؤدي التغير المناخي الناجم عن تأثير البيت الزجاجي إلى تغيير بنية ووظيفة السافانا. أشار بعض المؤلفين إلى أن السافانا والأراضي العشبية قد تصبح أكثر عرضة لزحف النباتات الخشبية نتيجةً لتغير المناخ الناجم عن تأثير البيت الزجاجي. مع ذلك، وصفت حالة حديثة زيادة نطاق السافانا على حساب الغابات استجابةً لتغير المناخ، وهناك احتمال حدوث تحولات سريعة وجذرية مماثلة في توزع الغطاء النباتي نتيجةً لتغير المناخ العالمي، لا سيما في البيئات الانتقالية التي غالبًا ما تمثلها السافانا.